# Кампоформидо
Кампоформидо (итал. Campoformido) је насеље у Италији у округу Удине, региону Фурланија-Јулијска крајина.
Према процени из 2011. у насељу је живело 2391 становника. Насеље се налази на надморској висини од 78 м.

## Становништво
| 1936. | 1951. | 1961. | 1971. | 1981. | 1991. | 2001. | 2011. |
| ----- | ----- | ----- | ----- | ----- | ----- | ----- | ----- |
| 3.759 | 4.134 | 4.261 | 4.810 | 6.199 | 6.728 | 7.244 | 7.679 |